# The Tick
Pour l’article homonyme, voir The Tick (homonymie).
The Tick est un personnage masculin de fiction créé en 1986 par le dessinateur Ben Edlund afin d'être la nouvelle mascotte pour le magasin New England Comics de Boston. Il porte un déguisement de tique de couleur bleue (au début, celui-ci était marron mais lors de la colorisation des planches du comics, il apparut que le bleu ressortait bien mieux[réf. nécessaire]). The Tick est une satire surréaliste des super-héros de comics. En prenant l'apparence d'une tique, il peut donner l'impression de vouloir singer Spider-Man. En 1987, une série de comics indépendants ayant "The Tick" pour héros a vu le jour. Il a acquis sa véritable notoriété au travers une série animée diffusée par Fox Broadcasting Company en 1994 (3 saisons - 36 épisodes). Le dessin animé a été découvert en France sous le titre Super Zéro à partir d'octobre 1995 sur Canal+.
Plus tard, le personnage fera une courte apparition dans le film La Course au jouet de 1996 avant d'être repris pour deux séries télévisées en prise de vues réelles, l'une en 2001 avec Patrick Warburton dans le rôle-titre, une autre en 2016 avec Peter Serafinowicz. De nombreux produits dérivés sortiront ainsi qu'un jeu vidéo.

## Biographie
The Tick n'a aucun souvenir de sa vie avant de devenir le héros qu'il est. Les explications données sont différentes selon les adaptations, allant de la perte de mémoire à la suite des nombreux coups qu'il prend dans la tête à la folie pure. De même, les raisons qui le poussent à protéger sa ville, The City, ne sont jamais données clairement.
The Tick est une parodie de super-héros, au physique hyper-masculinisé et aux traits de caractère foncièrement bons mais très immature.